# Luigi Cozza
Luigi Cozza Caposavi (Acquapendente, 5 marzo 1867 – Roma, 10 febbraio 1955) è stato un ingegnere e politico italiano.

## Biografia
Laureato nel 1900, è stato membro del consiglio di amministrazione delle Ferrovie dello Stato, revisore tecnico del Consorzio del porto di Genova, presidente del Consiglio superiore dei lavori pubblici, della commissione centrale delle invenzioni e del comitato per l'ingegneria del Consiglio nazionale delle ricerche. È stato delegato nella commissione mista per l'esame delle questioni di carattere tecnico in dipendenza del Trattato lateranense.